# Dante Boninfante
Dante Boninfante (* 7. März 1977 in Battipaglia) ist ein italienischer Volleyballspieler.

## Karriere
Boninfante begann seine Karriere 1994 in der Jugend von Sisley Treviso. Nachdem er zum Schluss eine Saison in der ersten Mannschaft gespielt hatte, wechselte er 1997 zu Com Cavi Napoli. Danach ging er für ein Jahr zum Zweitligisten Caffè Motta Salerno, ehe er 1999 nach Treviso zurückkehrte. Mit Sisley wurde der Zuspieler 2000 italienischer Pokalsieger. Im gleichen Jahr gewann der Verein vor heimischem Publikum das Finale der Champions League gegen den VfB Friedrichshafen. 2001 wurde Treviso italienischer Meister und Boninfante debütierte in der Nationalmannschaft. Anschließend wechselte er zu Volley Ferrara. Seine nächsten Vereine wurden Acqua Paradiso Montichiari und Marmi Lanza Verona, ehe er 2007 zu Copra Piacenza kam. Mit Piacenza siegte er 2009 in der nationalen Meisterschaft. In der Saison 2010/11 spielte Boninfante bereits zum dritten Mal für Sisley Treviso und gewann mit dem Verein den CEV-Pokal. Mit der Nationalmannschaft erreichte der Zuspieler das Finale der Europameisterschaft. Anschließend wechselte er zu seinem heutigen Verein M. Roma Volley. 2012 gewann er mit Italien bei den Olympischen Spielen in London die Bronzemedaille.